# Hoodia mossamedensis
Hoodia mossamedensis är en oleanderväxtart som först beskrevs av Leach, och fick sitt nu gällande namn av D.C.H. Plowes. Hoodia mossamedensis ingår i släktet Hoodia och familjen oleanderväxter. Inga underarter finns listade i Catalogue of Life.